# Kruisweg (Zuid-Holland)
Kruisweg is een gehucht net binnen de gemeente Lansingerland, in de Nederlandse provincie Zuid-Holland, gelegen aan de noordkant van de A12. Voorheen was het onderdeel van Bleiswijk.  Ten westen ligt de gemeente Zoetermeer en ten oosten Moerkapelle (gemeente Zuidplas). Kruisweg kent zes straten: Voorhoefdijk, de Kruisweg, de Achterlaan, de Nieuwe Hoefweg, de Dwarslaan en de Voorlaan. Aan de noordkant ligt de gemeente Alphen aan den Rijn, met het dorp Benthuizen. In 2004 verloor de Kruisweg haar status als dorpje vanwege het sluiten van het schooltje. Mede door deze ontwikkeling, alsook de voortdurende uitbreidingen van infrastructuur en bijkomende bedrijventerreinen in de onmiddellijke omgeving, is Kruisweg opgenomen op de Rode Lijst van Bedreigde Plaatsen in Nederland. Deze inventariseert plaatsen die op het punt staan te verdwijnen of hun identiteit te verliezen en dus bedreigd zijn.
Kruisweg heeft geen winkels. Dat komt onder andere doordat de dorpstraten van Zoetermeer en Moerkapelle er drie kilometer vandaan liggen. Momenteel heeft de Kruisweg wat bewoning, enkele boerderijen, rijtjeshuizen, een klein industrieterrein, een pannenkoekenrestaurant en een eetcafé.

## Spoorwegstation
Het station van Bleiswijk–Kruisweg werd geopend op 1 mei 1870 en sloot al op 15 mei 1938. Het station bevond zich naast de spoorwegovergang, aan de spoorlijn Gouda - Den Haag. Er is een nieuw station Lansingerland-Zoetermeer (BleiZo), dat op de grens van Bleiswijk en Zoetermeer ligt, boven de A12. Het dichtstbijzijnde station was tot 2019 Zoetermeer Oost.

## Overige
De HSL loopt langs Kruisweg. Verder is er ten westen van Kruisweg door de gemeente Lansingerland een industriepark genaamd Prisma ontwikkeld. Eind jaren '90 zijn drie boerderijen gesloopt om plaats te bieden aan een nieuwe afslag van snelweg A12.
Dorpen: Bergschenhoek · Berkel en Rodenrijs (Berkel en Rodenrijs) · Bleiswijk

Buurtschappen: Kruisweg · Noordeinde · Rotte

Zuid-Holland: Steden en dorpen      Nederland: Provincies · Gemeenten